# Шеридан Ле Фаню
Джоузеф Шеридан Ле Фаню (на английски: Joseph Sheridan Le Fanu) е ирландски писател. Роден е в Дъблин през 1814 г., починал през 1873 г. Писал е предимно готически истории и разкази за свръхестественото. Заради своите нощни занимания и интереса към окултното е наречен „Невидимия принц“. Със своята новела „Кармила“ вдъхновява Брам Стокър да напише романа Дракула.